# Pseudo-Longino
Pseudo-Longino o Longino (en griego Λογγίνος) es el nombre habitual que se da al autor del tratado Περὶ ὕψους (Sobre lo sublime), que específica especialmente el concepto de «grandeza» en la literatura. Longino (probablemente Dionisio Longino) debió de ser un profesor de retórica o crítico literario de cierta tendencia neoplatónica que pudo vivir entre el siglo I y el siglo III.

## Sobre lo sublime

### Autoría
La autoría del tratado ha sido tradicionalmente bastante dudosa. En el manuscrito conservado (Parisinus Graecus 2036), el encabezamiento indica "Dionysius o Longinus", inscripción probablemente de un copista medieval que fue malinterpretado como "Dionysius Longinus". Cuando se preparó una edición del texto se atribuyó erróneamente a Casio Dionisio Longino (h. 213-273). Como la anotación original incluye el nombre "Dionisio", algunos lo atribuyeron a Dionisio de Halicarnaso, autor del siglo I. Algunos pensaron que quizás no se deba a ninguno de estos autores, sino a un autor desconocido del Imperio romano, probablemente del siglo I. Otros nombres propuestos como posibles autores del tratado son Hermágoras (un rétor que vivió en Roma durante el siglo I), Elio Teo (autor de una obra que tiene muchos puntos en común con Sobre lo Sublime) y Pompeyo Gémino (que mantenían relaciones epistolares con Dionisio). Tras Russell (1968), las últimas aportaciones crítico-textuales y de autoría importantes han sido las de Mazzucchi (1992), que mantiene la atribución de Dionisio Longino.

### Contenido
Sobre lo sublime es una de las principales obras de la poética y la crítica literaria de la Antigüedad clásica, junto con el Arte Poética de Aristóteles y la Epístola sobre el Arte Poética de Horacio. El no entender su carácter poetológico y prescriptivo ha conducido a interpretaciones limitativas y de escaso horizonte técnico. Longino elabora una doctrina elocutiva pero además de teoría poética y cuasi estética de lo sublime, fundándolo en cinco causas productoras de la «grandeza de estilo», que alcanzan desde el talento y la pasión, cualidades innatas, hasta las fuentes técnicas basadas en la formación de figuras retóricas de lenguaje (de pensamiento y dicción). Todo ello se resume en una "composición digna y elevada". También examina críticamente con medios retóricos diversas obras, tanto de género literario artístico como ensayístico, por ejemplo historiográfico, y las califica ejemplarmente. En general, promueve una elevación del estilo en el marco doctrinal tradicional de la "teoría de los estilos", tendiendo por tanto a lo "sublime", el más elevado de los tres estilos, una elevación, de origen platónico, y una grandeza, de cuño propio, la cual identifica en sumo grado mediante el fiat lux del Génesis y asimismo considera posible en el «silencio» (según refiere del personaje Ayax).
Lo sublime es como una elevación y una excelencia en el lenguaje...(1.4).
Lo sublime, usado en el momento oportuno, pulveriza como el rayo todas las cosas y muestra en un abrir y cerrar de ojos y en su totalidad los poderes del orador (1.4).
En realidad es grande sólo aquello que proporciona material para nuevas reflexiones y hace difícil, más aún imposible, toda oposición y su recuerdo es duradero e indeleble (7.5).
Nada hay tan sublime como una pasión noble, en el momento oportuno, que respira entusiasmo como consecuencia de una locura y una inspiración especiales y que convierte a las palabras en algo divino (8.4, vers. esp. García López).

## Influencia deSobre lo sublime

### Edad Media
Durante la Edad Media el tratado de Longino estuvo escasamente identificado. San Agustín (De doctrina christiana) es el primer gran teórico de lo sublime tras Longino, adoptando asimismo una interpretación retórico elocutiva de expansión estética innovadora a propósito de los sentimientos mixtos, genial antecedente kantiano. En el siglo X, se realiza la copia cuyo cuadernillo mutilado atribuye la autoría a "Dionisio o Longino". Un texto de retórica bizantino hace algunas oscuras referencias que podrían referirse al texto de Sobre lo sublime.

### Renacimiento
El tratado permaneció sin restituir hasta que Francesco Robortello lo edita en Basilea en 1554, Aldo Manuzio en 1555 y Niccolo da Falgano en 1560. El texto es entonces atribuido a "Dionisio Longino". Casi todas las literaturas vernáculas de la época tuvieron su propia traducción de la obra. El concepto de sublime se mantuvo en la tradición retórica de la teoría de los estilos; pero fue adoptado por los grandes maestros contemplativos, sin duda, por transmisión neoplatónica, constituyendo en este sentido un lugar relevante de la mística europea y, sobre todo, española.

### SigloXVII
El concepto de lo sublime, acorde en general a los objetivos estéticos del Barroco, disfrutó en la época de frecuentes ediciones y traducciones. Hay quien ha interpretado su analogía con la "agudeza" de Gracián. En 1674, Nicolás Boileau lo traduce al francés, contribuyendo a situar el pensamiento de Longino en el centro del debate teórico y literario, y ello a pesar de no haber mostrado en el prefacio añadido al texto ningún penetrante ni avanzado conocimiento de la obra.

### SiglosXVIIIyXIX
La traducción del tratado al inglés realizada por William Smith en 1739, además de dar notoriedad al traductor, mantuvo y extendió la obra de Longino en el panorama crítico y estético internacional. La obra alcanza su punto más alto de estimación: en Inglaterra y en general en Europa continuó siendo valorada solo por debajo de la Poética de Aristóteles y ofreciendo una suerte de alternativa al oficialismo de la Poética o Epístola de Horacio. La obra de Edmund Burke A Philosophical Enquiry into the Origin of Our Ideas of the Sublime and Beautiful ("Una investigación filosófica sobre el origen de nuestras ideas de lo sublime y lo bello") establece una progresión de la doctrina del texto griego, la más importante y monográfica en el ámbito del empirismo inglés y del pensamiento prekantiano. El lugar decisivo para la categoría de lo sublime se encuentra en la Crítica del Juicio de Kant y en los ensayos que le dedicó inmediatamente después Friedrich Schiller, a partir de lo cual accede a posición teórica central de la elaboración estética del Idealismo alemán y por consiguiente de la Romantik alemana, el Romanticismo internacional y las evoluciones subsiguientes poshegelianas.
A comienzos del siglo XIX se había puesto en duda la autoría de "Dionisio Longino" y de "Casio Longino". Por lo demás, la influencia de Longino en la literatura y las artes de la época fue de uno u otro modo permanente, dando lugar a nuevas exploraciones tanto literarias como plásticas.

### SigloXX
La obra ha mantenido su permanente prestigio tanto filológico como estético y general filosófico, pasando expansivamente a ser argumento de fondo en el marco de la discusión teórica contemporánea. Diferente asunto es el hecho de que la categoría de lo sublime en general ha trasformado dominantemente en el pensamiento contemporáneo, salvo alguna excepción y esto en concordancia con la evolución de las artes, su aspecto de original elevación en aminoración destranscendentalizada.